# Prélude et fugue en fa majeur (BWV 880)
Le Clavier bien tempéré II
Pour un article plus général, voir Le Clavier bien tempéré.
Vous lisez un « article de qualité » labellisé en 2020.
Le prélude et fugue en fa majeur, BWV 880 est le 11e couple de préludes et fugues du second livre du Clavier bien tempéré de Jean-Sébastien Bach, compilé de 1739 à 1744.
Après le diptyque précédent en mi mineur, pour le fa majeur, Bach fait se succéder un prélude qui, chose rare, évoque le prélude en mi bémol majeur du premier livre, avec des volutes et tenues organistiques similaires. La fugue à trois voix, dans un rythme de gigue, au contrepoint très libre, emprunte au style du concerto.
Les deux cahiers du Clavier bien tempéré sont considérés comme une référence par nombre de compositeurs et de pédagogues. D'abord recopiés par les musiciens, puis édités au début du XIXe siècle, outre le plaisir musical du mélomane, ils servent depuis leur composition à l'étude de la pratique du clavier et à l'art de la composition.

## Contexte
Le Clavier bien tempéré est tenu pour l'une des plus importantes œuvres de la musique classique. Elle est considérée comme une référence par Joseph Haydn, Mozart, Beethoven, Robert Schumann, Frédéric Chopin, Richard Wagner, César Franck, Max Reger, Gabriel Fauré, Claude Debussy, Maurice Ravel, Igor Stravinsky, Charles Koechlin et bien d'autres, interprètes ou admirateurs. Hans von Bülow la considérait non seulement comme un monument précieux, mais la qualifiait d’Ancien Testament, aux côtés des trente-deux sonates de Beethoven, le Nouveau Testament.
Les partitions, non publiées du vivant de l'auteur, se transmettent d'abord par des manuscrits, recopiées entre musiciens (enfants et élèves de Bach, confrères…) jusqu'à la fin du XVIIIe siècle avec déjà un succès considérable. Grâce à l'édition, dès le début du XIXe siècle, leur diffusion s'élargit. Elles trônent sur les pupitres des pianistes amateurs et musiciens professionnels, et se donnent au concert, comme Chopin qui en joue pour lui-même une page, avant ses apparitions publiques. L'œuvre est utilisée dès Bach et jusqu'à nos jours, pour la pratique du clavier mais également pour l'enseignement de l'art de la composition ou de l'écriture de la fugue. La musique réunie dans ces pages est donc éducative, mais également plaisante, notamment par la variété, la beauté et la maîtrise de son matériau.
Chaque cahier est composé de vingt-quatre diptyques (préludes et fugues) qui explorent toutes les tonalités majeures et mineures dans l'ordre de l'échelle chromatique. Le terme « tempéré » (Gamme tempérée) se rapporte à l'accord des instruments à clavier, qui pour moduler dans des tons éloignés, nécessite de baisser les quintes (le ré bémol se confondant avec le do dièse), comme les accords modernes. Ainsi l'instrument peut jouer toutes les tonalités. Bach exploite donc de nouvelles tonalités quasiment inusitées de son temps, ouvrant de nouveaux horizons harmoniques.
Les préludes sont inventifs, parfois proches de l'improvisation, reliée à la tradition de la toccata, de l'invention ou du prélude arpégé. Les fugues n'ont rien de la sécheresse de la forme, que Bach rend expressive. Elles embrassent un riche éventail de climats, d'émotions, de formes et de structures qui reflètent tour à tour la joie, la sérénité, la passion ou la douleur et où l'on trouve tout un monde vibrant d'une humanité riche et profonde. Certaines contiennent plusieurs procédés (strette, renversement, canons, etc.), d'autres non, dans une grande liberté et sans volonté de systématisme, ce qu'il réserve à son grand œuvre contrapuntique, L'Art de la fugue, composé entièrement dans une seule tonalité, le ré mineur.

## Prélude
Le prélude à cinq voix est noté 
 et comprend 72 mesures.
Contrairement aux autres préludes du recueil, ce qui est remarquable ici, c'est la sonorité et la plénitude de sa texture harmonique à quatre ou cinq voix, dans un style qui suggère l'éventuelle existence d'un prélude pour orgue à l'origine de la pièce plutôt que le clavicorde. On peut rapprocher ce prélude de celui en mi bémol majeur du premier livre, avec ces mêmes tenues organistiques.

## Fugue

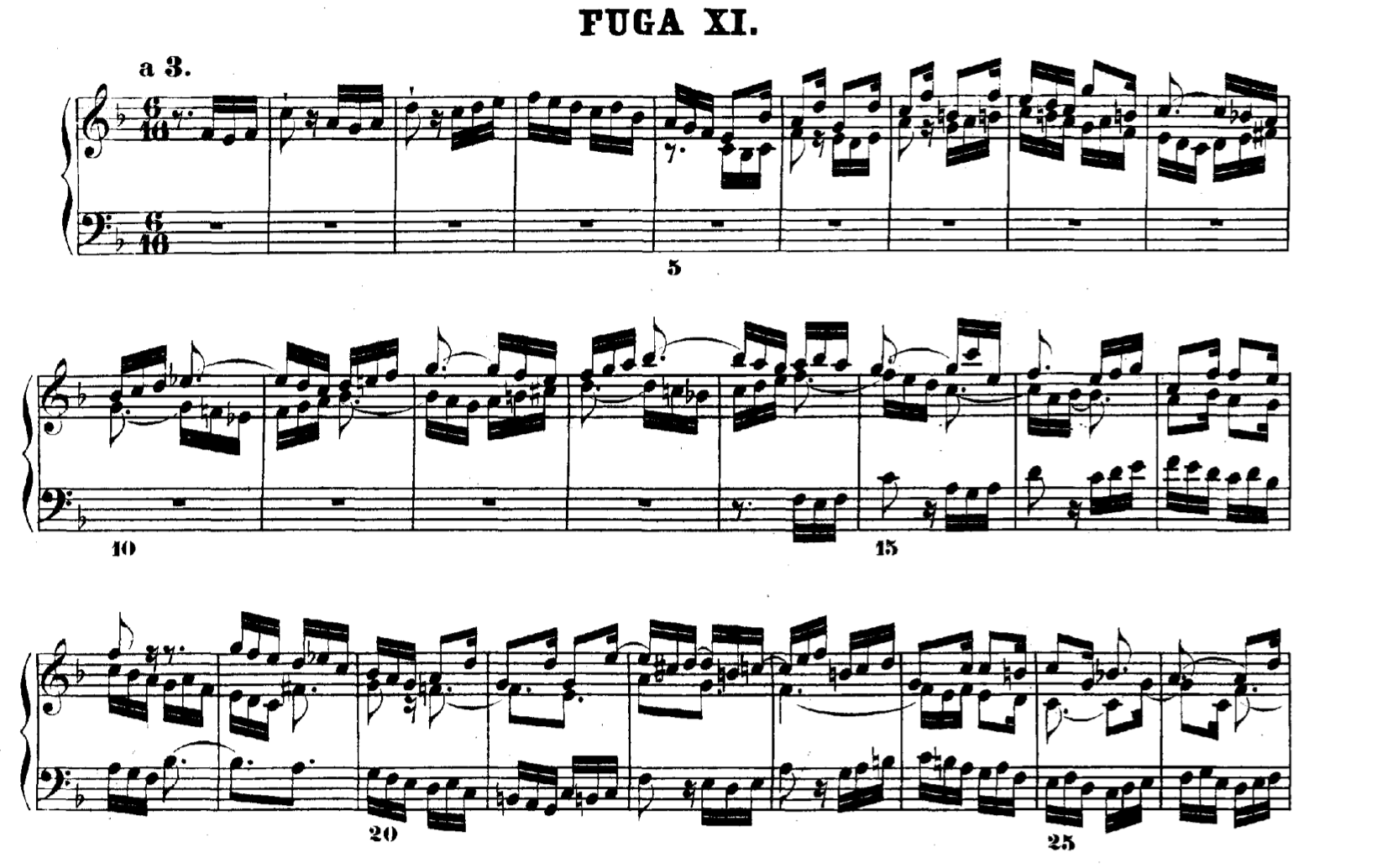
Fuga en Fa dièse majeur

La fugue à trois voix, est longue de 99 mesures.
Il est difficile d'imaginer un plus grand contraste avec le prélude qui précède, au caractère reposant, alors que la fugue est enlevée et joyeuse. Le sujet est constitué de trois sauts chacun un peu plus haut : d'abord deux voltes gracieuses grimpant jusqu'à la sixte du ton, puis une série de doubles croches qui atteint l'octave supérieur, mesure 4, avant de redescendre au fa d'origine. La mesure, notée d'un rare mouvement de gigue à 
, place le début du sujet non sur une anacrouse, comme pour la fugue en fa dièse majeur, mais sur un temps fort, après un silence, ce qui produit un tout autre équilibre rythmique.

Les entrées de l'exposition se font soprano, alto, basse, cette dernière rentrant dans le registre ténor seulement à la quatorzième mesure, alors que la réponse suivante se fait dans le registre de basse (mesure 21). Dès la mesure 5, Bach introduit un nouveau rythme, abondamment utilisé ensuite, de croche-double.
Kirnberger a transmis la seule indication d'interprétation connue, parmi les disciples, sur le Clavier bien tempéré, à propos du sujet de cette fugue : « on devrait le jouer dans un mouvement coulant, légèrement et sans la moindre pression des doigts ». Kirnberger fait allusion manifeste au clavicorde en parlant de pression.
Absent pendant le divertissement central, le sujet revient à la fin à la basse, il présente dans un effet humoristique quatre rebonds au lieu des trois du sujet strict « comme s'il ratait la bonne marche ».

La première section s'achève mesure 29. Pendant 24 mesures, Bach tait le sujet et joue avec le même dessin qui reliait la fin du comes et le retour du sujet mesure 14. Ce n'est qu'à la mesure 52 que le sujet est réexposé au ténor et la réponse à la basse est différée jusqu'à la mesure 66, après une pédale de dominante.
Dans cette fugue, il n'y a pas de contre-sujet régulier, pas de strette, de diminution, augmentation, inversions ou autres artifices contrapuntiques, ce qui en fait une œuvre hors normes.

## Manuscrits
Les manuscrits considérés comme les plus importants sont de la main de Bach ou d'Anna Magdalena. Ils sont :
- source « A », British Library Londres (Add. MS. 35 021), compilé dans les années 1739–1742[16]. Comprend 21 paires de préludes et fugues : il manque  ut  mineur, ré majeur et fa mineur (4, 5 et 12), perdues[16] ;
- source « B », Bibliothèque d'État de Berlin (P 430), copie datée de 1744, de Johann Christoph Altnikol[17].

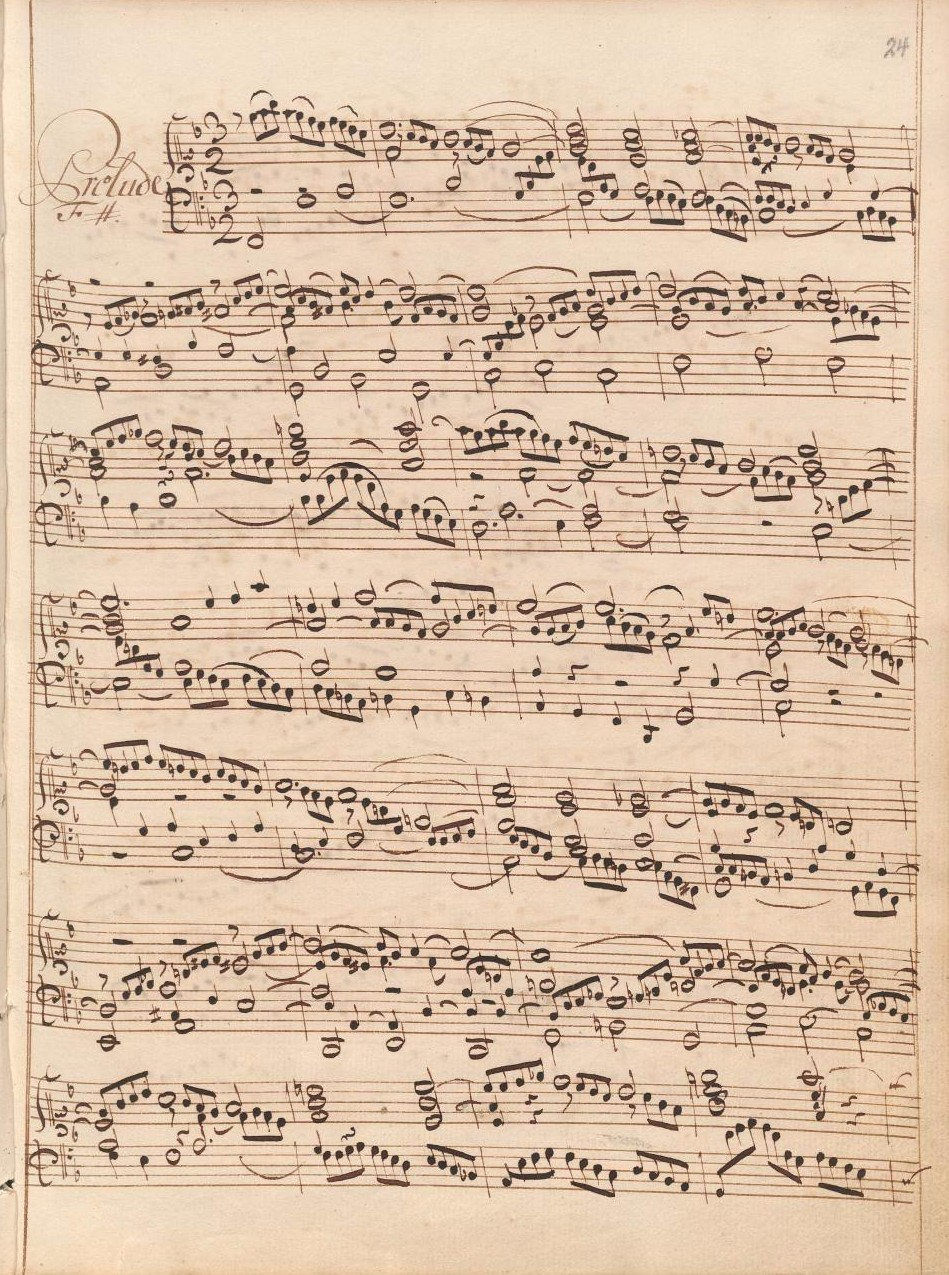
Début du prélude, Ms. P 430.
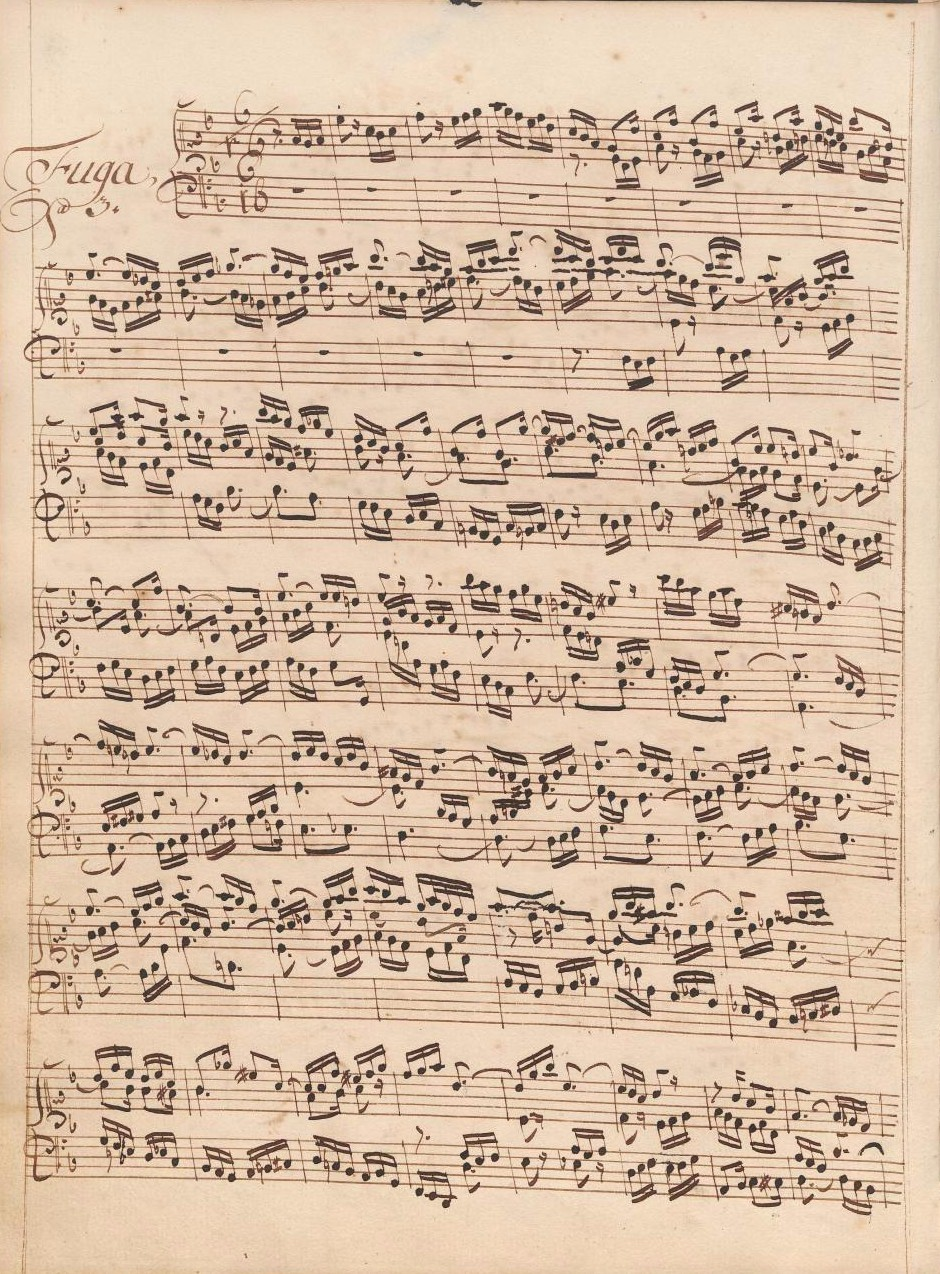
Début de la fugue, Ms. P 430.
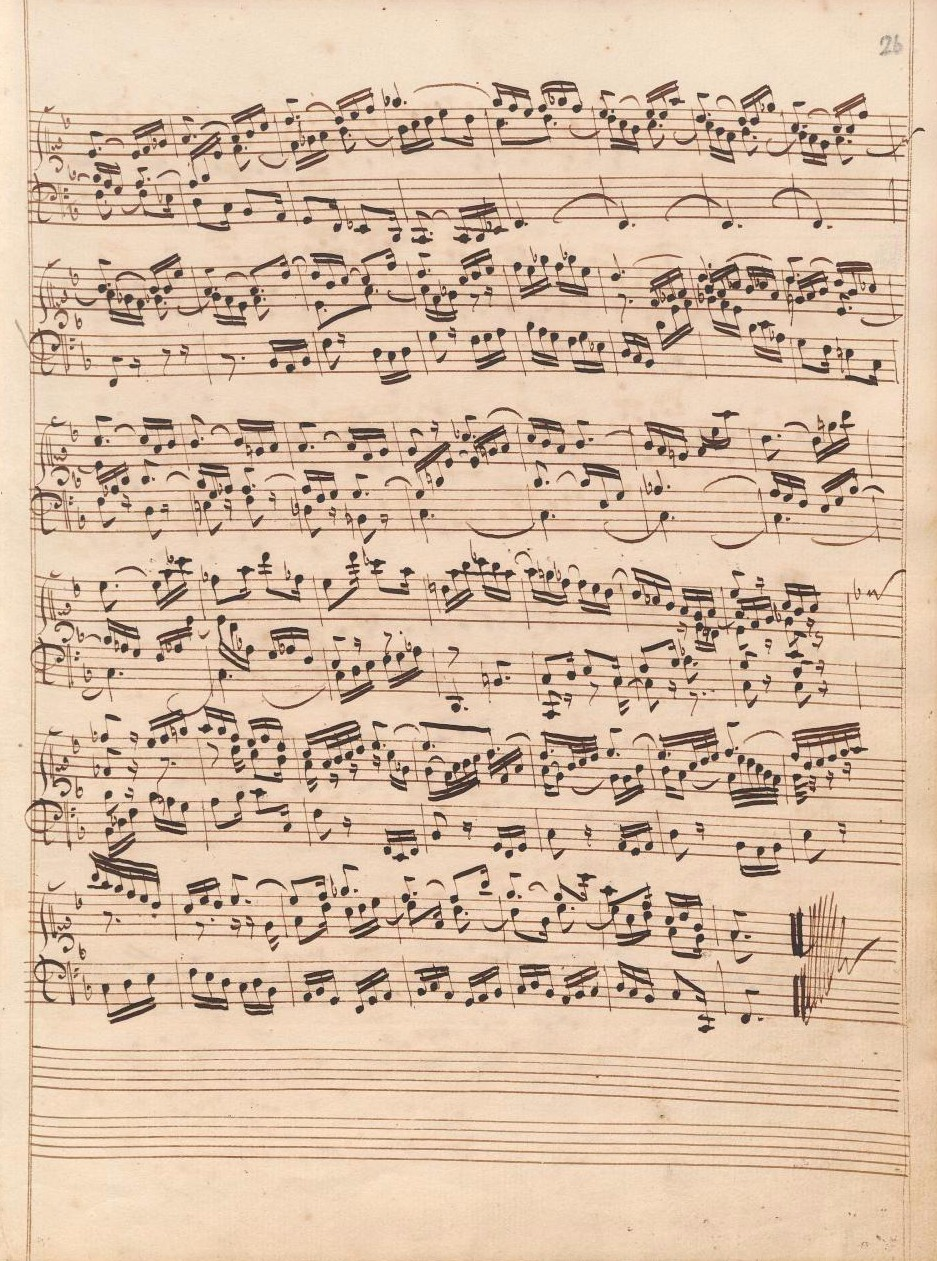
Fin de la fugue.

## Postérité
Théodore Dubois en a réalisé une version pour piano à quatre mains, publiée en 1914.